# Барботин
Барботин (фр. barbotine, от фр. barboter — месить глину, плескаться, шлёпать по грязи) — в технологии производства керамических изделий — цветная глина, приготовляемая из смеси белой глины (каолина) с примесью песка и краски, используемая для ручной лепки рельефных деталей или «рельефной росписи» на изделиях: сосудах, изразцах. В некоторых случаях барботин в полужидком состоянии наносят кистью (излишнюю влагу впитывает пористый черепок до вторичного, «политого» обжига).
Прототипом такой техники иногда считают элементы лепного декора на керамических изделиях Древней Месопотамии, «поливных» рельефных облицовочных плитках, средневековых керамических изделиях Рейнской области (Германия). Термин «барботин» подчас необоснованно используют для обозначения рельефных деталей на ближневосточных и западноевропейских неглазурованных керамических изделиях XII—XIII веков из глины с высоким содержанием кремнезёма (так называемые глинокаменные массы).
Барботин применяют также для склеивания отдельно отформованных частей будущего изделия (ручек, носиков, поддонов). После обжига части прочно сплавляются друг с другом. Аналогичным образом мастера-керамисты используют ангобы и болюсы.
Барботин иногда отождествляют с жидкой глиной — шликером, что неправильно, поскольку их состав и способы использования различны. Термин «барботин» используют также при описании техники изготовления древнеримской глиняной посуды терра сигиллата, в которой отдельные рельефные детали приклеивают к основе жидкой глиной. Однако в античности термина «барботин» естественно не существовало.